# Чемпионат Европы по плаванию в ластах 1971
5-й чемпионат Европы по плаванию в ластах прошёл во французском городе Авиньон с 3 по 5 сентября 1971 года.

## Участники
В чемпионате приняло участие 90 мужчин и 47 женщин от 14 стран Европы, что само по себе являлось рекордом.

## Церемония открытия
Для небольшого Авиньона чемпионат явился событием года. Во время церемониального шествия участников чемпионата центральные улицы городка были наполнены жителями и гостями Авиньона. В сопровождении всадников, мужчин и женщин, одетых в красочные национальные костюмы Прованса, юных барабанщиков и девушек в униформах, жонглирующих жезлами, участники турнира проследовали к центральной площади. Чемпионат открывал мэр города.

## Итоги чемпионата
Спортсмены за тёплый приём участники соревнований отплатили горожанам серией замечательных результатов. Самого большого успеха в олимпийском бассейне Авиньона добилась сборная команда СССР. В соревнованиях было разыграно 22 комплекта наград и 21 раз на высшую ступеньку пьедестала почета поднимались советские спортсмены. Из установленных 12 мировых рекордов авторами 11 были советские спортсмены-подводники. В командном зачете сборная команда СССР опередила второго призера — команду Франции на 239 очков. Эта разница больше, чем общая сумма очков команды ЧССР, занявшей 4-е место на чемпионате.

## Распределение наград
*   Страна-организатор
| Место | Страна       | Золото | Серебро | Бронза | Всего |
| ----- | ------------ | ------ | ------- | ------ | ----- |
| 1     | СССР         | 21     | 18      | 7      | 46    |
| 2     | Франция*     | 1      | 3       | 6      | 10    |
| 3     | ГДР          | 0      | 1       | 5      | 6     |
| 4     | Чехословакия | 0      | 0       | 2      | 2     |
| 4     | Италия       | 0      | 0       | 2      | 2     |
| Всего | Всего        | 22     | 22      | 22     | 66    |

## Призёры

### Мужчины
| Дисциплина         | Золото                                                                               | Золото   | Серебро                                                       | Серебро  | Бронза                                                        | Бронза   |
| ------------------ | ------------------------------------------------------------------------------------ | -------- | ------------------------------------------------------------- | -------- | ------------------------------------------------------------- | -------- |
| 40 м, ныряние      | Александр Салмин · СССР                                                              | 14.10    | Виталий Бардашевич · СССР                                     | 14.50    | Детлеф Мейер · ГДР                                            | 16.0     |
| 100 м в ластах     | Владимир Лихачёв · СССР                                                              | 42.87    | Виталий Бардашевич · СССР                                     | 43.16    | Александр Башмаков · СССР                                     | 44.54    |
| 200 м в ластах     | Андрей Красников · СССР                                                              | 1:38.6   | Александр Башмаков · СССР                                     | 1:41.22  | Владимир Лихачёв · СССР                                       | 1:42.46  |
| 400 м в ластах     | Андрей Красников · СССР                                                              | 3:40.21  | Александр Крюков · СССР                                       | 3:42.39  | А. Мюллер · ГДР                                               | 3:42.57  |
| 800 м в ластах     | Александр Шумков · СССР                                                              | 7:38.00  | Александр Крюков · СССР                                       | 7:38.10  | Юри Краветс · СССР                                            | 7:48.00  |
| 1500 м в ластах    | Александр Шумков · СССР                                                              | 14:42.77 | Юри Краветс · СССР                                            | 14:51.90 | Жан-Мари Ойенар · Франция                                     | 15:14.55 |
| 1850 м в ластах    | Александр Шумков · СССР                                                              | 18:40.38 | Юри Краветс · СССР                                            | 18:49.11 | Жан-Мари Ойенар · Франция                                     | 18:56.40 |
| 100 м с аквалангом | Виталий Бардашевич · СССР                                                            | 42.80    | Александр Салмин · СССР                                       | 43.40    | Ж. Сурд · Франция                                             | 47.30    |
| 400 м с аквалангом | Сергей Тарасов · СССР                                                                | 3:33.00  | Владимир Дубровский · СССР                                    | 3:35.40  | Борис Григорьев · СССР                                        | 3:37.00  |
| 800 м с аквалангом | Сергей Тарасов · СССР                                                                | 7:25.30  | Владимир Дубровский · СССР                                    | 7:30.50  | Борис Григорьев · СССР                                        | 7:48.40  |
| Эстафета 4×100 м   | Андрей Красников · Виталий Бардашевич · Александр Башмаков · Владимир Лихачёв · СССР | 2:55.26  | С. Шмайсер · А. Делестр · П. Пьев · Жан-Мари Ойенар · Франция | 3:08.29  | С.Бергами · А. Серенарт · С. Заммартини · А. Биньями · Италия | 3:11.71  |
| Эстафета 4×200 м   | СССР                                                                                 | 6:46.31  | ГДР                                                           | 7:07.43  | Франция                                                       | 7:09.06  |

### Женщины
| Дисциплина        | Золото                                                                       | Золото   | Серебро                    | Серебро  | Бронза                      | Бронза   |
| ----------------- | ---------------------------------------------------------------------------- | -------- | -------------------------- | -------- | --------------------------- | -------- |
| 25 м, ныряние     | Надежда Турукало · СССР                                                      | 9.90     | Татьяна Агафонова · СССР   | 10.50    | Т. Эйкштейн · Франция       | 11.90    |
| 100 м в ластах    | Валерия Кузнецова · СССР                                                     | 50.38    | Ф. Верле-Гужон · Франция   | 51.23    | Гульсум Доля · СССР         | 55.73    |
| 200 м в ластах    | Ф. Верле-Гужон · Франция                                                     | 1:53.74  | Татьяна Никифорова · СССР  | 1:54.87  | Валерия Кузнецова · СССР    | 1:55.46  |
| 400 м в ластах    | Татьяна Гончарова · СССР                                                     | 4:10.24  | Нина Петухова · СССР       | 4:18.33  | К. Винкельманн · ГДР        | 4:25.57  |
| 800 м в ластах    | Татьяна Никифорова · СССР                                                    | 8:34.07  | Гульсум Доля · СССР        | 8:52.15  | С.Рубини · Италия           | 9:07.29  |
| 1500 м в ластах   | Нина Петухова · СССР                                                         | 16:56.38 | Татьяна Гончарова · СССР   | 17:11.69 | Хельга Кёлер · ГДР          | 17:34.31 |
| 1850 м в ластах   | Татьяна Никифорова · СССР                                                    | 21:08.68 | Гульсум Доля · СССР        | 21:29.46 | Я. Жукликова · Чехословакия | 22:01.74 |
| 100 м в акваланге | Ирина Агафонова · СССР                                                       | 50.50    | Татьяна Долотовская · СССР | 51.60    | С. Эйкштейн · Франция       | 57.70    |
| 400 м в акваланге | Надежда Турукало · СССР                                                      | 3:55.10  | Татьяна Долотовская · СССР | 4:14.90  | К. Винкельманн · ГДР        | 4:40.00  |
| эстафета 4×100 м  | Валерия Кузнецова · Татьяна Никифорова · Нина Петухова · Гульсум Доля · СССР | 3:34.66  | Франция                    | 3:41.00  | Чехословакия                | 3:45.08  |